# يوحنا الثالث والعشرون
 يوحنا الثالث والعشرون (باللاتينية:Ioannes XXIII) هو بابا الكنيسة الكاثوليكية الحادي والستون بعد المائتان بين 28 أكتوبر 1958 و 3 يونيو 1963 في أقصر بابويّة خلال القرن العشرين بعد يوحنا بولس الأول، غير أنها كانت حافلة سيّما بعد دعوة البابا لعقد المجمع الفاتيكاني الثاني؛ ويعتبر من البابوات الأكثر شعبيّة في التاريخ المعاصر. ولد باسم أنجيلو جيوسيبي رونكالي عام 1881 في إيطاليا وانخرط في سلك الكهنوت باكرًا وأصبح أسقفًا ثم زائرًا رسوليًا فبطريركًا للبندقية عام 1953. خلف البابا بيوس الثاني عشر في رئاسة الكنيسة الكاثوليكية عام 1958، وكتب خلال حبريته عدد كبير من الرسائل والدساتير العامّة وعمل إلى تغيير وانفتاح الكنيسة الكاثوليكية على العالم. غير أنه لم يعش ليرى ختام أعمال المجمع الذي دعا إليه بل توفي بعد ختام الدورة الأولى منه مباشرة، ليكمل خليفته بولس السادس سائر دورات المجمع.
أعلن طوبايًا وهي المرحلة التي تسبق مرحلة إعلان القداسة وفق العقائد المسيحية، في 3 سبتمبر 2000 على يد البابا يوحنا بولس الثاني.

## حياته

### النشأة
كان أنجيلو أحد أولاد جيوفاني رونكالي الثلاثة عشر، عمل والده كمزارع مستأجر في قرية سوتو إل مونتي الصغيرة الواقعة على بعد 11 كم من مدينة بيرغامو اللومباردية. كانت عائلة رونكالي ميسورة الحال ولكنها لم تكن شديدة الفقر كما حكت عنها روايات متأخرة، وقد تردد عن البابا قوله: «توفرت لنا ضروريات الحياة وكنا أقوياء وبصحة جيدة». كان أنجيلو الطفل الثالت للعائلة والولد الأول بين إخوته الذكور.
انخرط في سلك الكهنوت وله من العمر أحد عشر عامًا فقط، ورغم صغر سنه فقد كان مواظباً على قضاء العطل مع أسرته وعلى البقاء قريباً منها خلال مختلف مراحل حياته. بغض النظر عن المناصب التي كان يتبوؤها فقد عرف عنه امتناعه عن مساعدة العائلة للحصول على أية مكاسب مادية، وبعد أن اعتلى رأس الكنيسة الكاثوليكية كتب في إحدى رسائله لشقيقه كزافييرو «العالم لا يهتم إلا بجمع المال...»، وعند وفاته لم يرث منه إخوته الذين كانوا لا يزالون على قيد الحياة إلا مبلغ رمزي يقدر بأقل من 20 دولار للفرد كانت كل ثروته الشخصية.
في المدرسة لم يكن أن أنجيلو طالباً لامعاً، ولكنه اجتهد بما فيه الكفاية ليرسل إلى روما لدراسة اللاهوت عام 1900، وبعد عام واحد قضاه في المعهد الروماني، التحق بالجيش لأداء خدمة العلم. ارتسم كاهناً في 10 أغسطس 1904 وفي اليوم التالي احتفل بقداسه الأول في بازيليك القديس بطرس، وبعد زيارة عائلته في سوتو إل مونتي عاد إلى المعهد الروماني، لإكمال دراسته، ثم انخرط ثانية في الجيش خلال الحرب العالمية الأولى كمتوطع في مشفى ومن بعدها كقسيس ملحق عسكري برتبة ملازم.

### العمل الرعوي
مع تعيين أسقف جديد لأبرشية بيرغامو تم تعيين القسيس أنجيلو كسكرتير للمطرانية، وبالإضافة لأعمال السكرتارية اضطلع كذلك بتدريس اللاهوت في معهد الأبرشية إضافة لتوليه مهام المرشد الروحي للشبان الذين يتم إعدادهم للكهنوت. وبفضل عمله كذراع يمنى للأسقف اكتسب أنجيلو خبرة رعوية كبيرة. في عام 1920 عينه البابا بندكت الخامس عشر مديراً للمنظمة الإيطالية لدعم الإرساليات الأجنبية، وقد سمح له هذا المنصب بنسج شبكة من العلاقات مع شخصيات دينية أوربية مهمة كما أصبح اسمه معروفاً في الوسط الكنسي في روما، كما حظي كذلك ببعض الاهتمام بفضل عمله الإضافي كمؤرخ متخصص بأنشطة وأعمال القديس شارل بوروميو الكاردينال الميلاني الذي لعب دوراً مهماً في حركة الإصلاح الكاثوليكي في القرن السادس عشر. سمحت له أبحاثه حول هذا الموضوع بفرصة لقاء بأشيل راتي الذي أصبح لاحقًا البابا بيوس الحادي عشر.

### العمل الديبلوماسي
في مارس 1925 استدعى البابا بيوس الحادي عشر أنجيلو ليعمل في الحقل الدبلوماسي الفاتيكاني، فعين قاصداً رسولياً لبلغاريا، وتبعاً للتقاليد رسم رئيساً للأساقفة قبيل مغادرته روما، وقضى السنوات العشرة اللاحقة في تحمل أعباء وظيفته البعيدة عن الأضواء والشديدة الحساسية حيث كان من المفترض أن يحمي مصالح الكنيسة الكاثوليكية الصغيرة في بلد تغلب عليه الأرثوذكسية الشرقية. تظهر مذكراته التي دونها في تلك الفترة أنه غالباً ما كان يحس بالوحدة والضعف في بلغاريا ولكنه رغم ذلك كان يتمم مهامه بصبر ومثابرة.

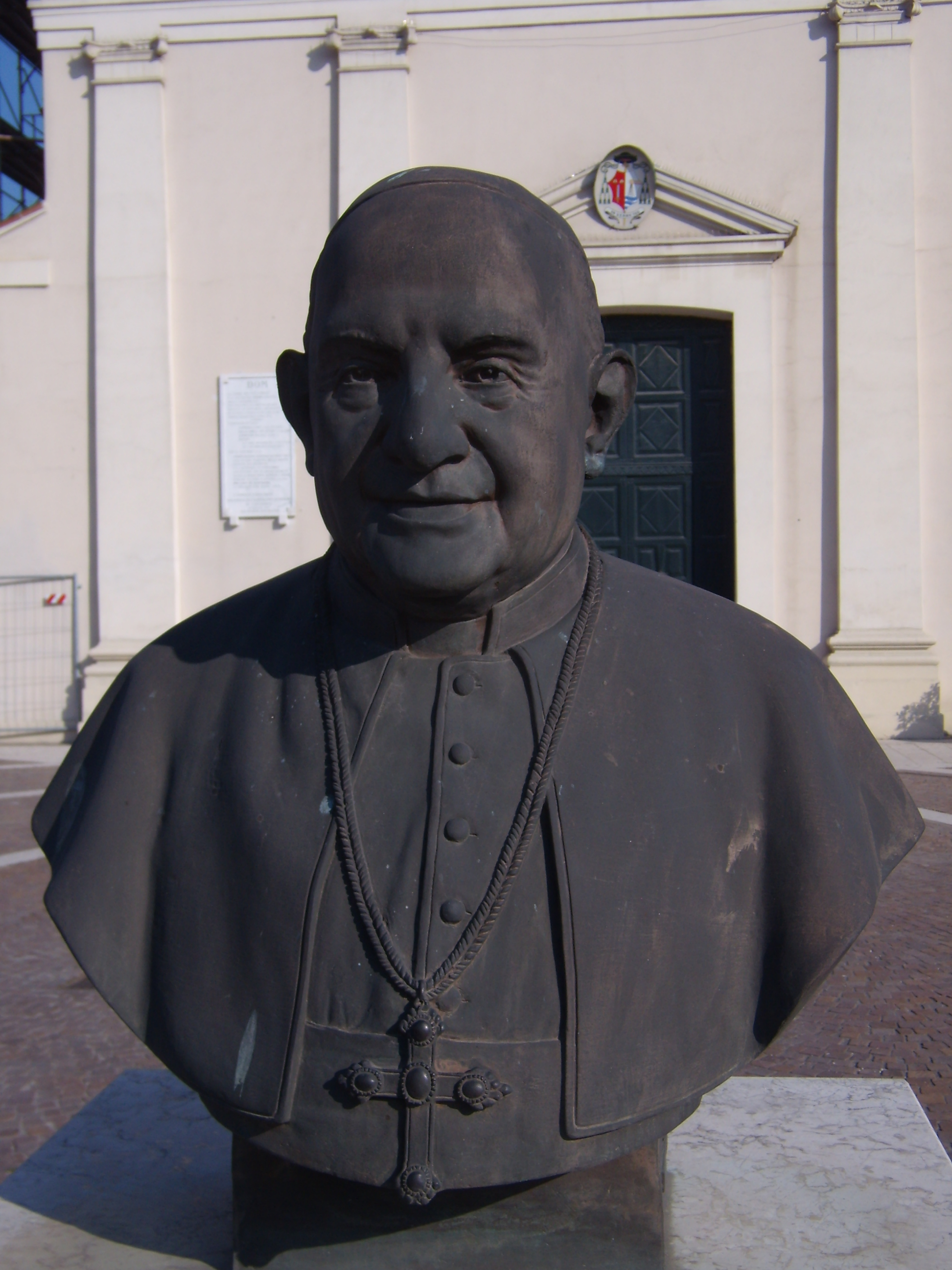
نصب نصفي تذكاري للبابا في بورتو فيرو، إيطاليا.

وظيفته الدبلوماسية التالية لم تكن تقل سهولة عن سابقتها، حيث عين مفوض رسولي لليونان ورئيساً للمهمة الدبلوماسية الفاتيكانية لتركيا. ومرة أخرى توجب عليه تمثيل أقلية كاثوليكية في دولتين إحداهما تغلب عليها الأرثوذكسية الشرقية والأخرى دولة مسلمة، وهناك اتخذ من إسطنبول كمقر لإقامته.
في نهاية العام 1944 عُين رونكالي سفيراً بابوياً لفرنسا شارل ديغول المحررة حديثاً. كانت مهمته في فرنسا معقدة بشكل خاص، فقد كان سلفه الأسقف فاليريو فاليري من المقربين للجنرال فيليب بيتان حليف النازيين خلال فترة الاحتلال الألماني، وكان ديغول قد طالب الفاتيكان بعد التحرير باستبدال فاليري على الفور، ففي تلك الفترة كانت تتعاظم في نفوس الفرنسيين رغبة الانتقام من عملاء ألمانيا. فكان واجب رونكالي الأول كسفير البابا الجديد في فرنسا إصلاح ما يمكن إصلاحه من أخطاء سلفه والأساقفة الفرنسيين الذين اتهموا بالتواطؤ مع حكومة فيشي، كما توجب عليه كذلك إعادة تلطيف الأجواء بين الكنيسة والدولة وإعادة بناء استقلالية المؤسسة الدينية والعمل على تحرير عدد من الشبان المرشحين للكهنوت ذوي الأصول الألمانية والذين كان قد تم اعتقالهم كسجناء حرب. إضافة لذلك كان عليه التعامل مع تنامي التطرف لدى رجال الدين الفرنسيين الأصغر سناً والذي كانت تعتبره القوى المحافظة في الفاتيكان كعامل تشويش كبير للكنيسة.

### بطريركًا للبندقية وكاردينالاً
في عام 1953 رقاه البابا بيوس الثاني عشر وعينه بطريركًا للبندقية كما تم تعيينه كاردينالاً في الكنيسة الكاثوليكية. ودليلاً على تقدير فرنسا له، دعاه الرئيس الفرنسي لتسلم القبعة الحمراء الخاصة بالكردالة، بناءً على تقليد قديم، في قصر الإليزيه.

## بابويته

### المجمع الانتخابي
بعد وفاة البابا بيوس الثاني عشر عام 1958 تم انتخاب رونكالي بابا. لم يكن رونكالي متوقعًا وأصيب «بدهشة كبيرة» كما كتب، حتى أنه عندما حجز في القطار للسفر إلى روما حجز ذهابًا وإيابًا في الوقت نفسه. كانت أغلب التوقعات تشير إلى أنّ مونتيني رئيس أساقفة ميلانو سيكون البابا المقبل، رغم أنه لم يكن حاصلاً على الرتبة الكارديناليّة ولم يشارك في المجمع، غير أنّ القانون الكنسي يجيز للكرادلة انتخاب أي ذكر كاثوليكي شرط أن يكون حاصلاً على الكهنوت حتى لو لم يكن مشاركًا للمجمع. بكل الأحوال، فقد خلف مونتيني يوحنا الثالث والعشرون باسم بولس السادس. كما أنه وعلى الرغم من وجود القانون المذكور، فإن الكرادلة غالبًا ما يختارون البابا من وسطهم.
كان البابا أكبر من انتخب للمنصب سنًا في القرن العشرين، ورأى البعض في ذلك، أنه وبعد الحبرية الطويلة لبيوس الثاني عشر، اختار الكرادلة رجلاً مسنًا لتكون حبريته قصيرة الأجل بمثابة مرحلة انتقالية أو «لسد فجوة»، يضاف إلى ذلك أن البابا كان له شخصية محببة تملك روح الدعابة واللطف، مكنته من نسج علاقات جيدة مع أغلب العالم.
عند انتخابه، اختار رونكالي اسم «يوحنا» وكانت تلك هي المرة الأولى منذ نحو 500 عام يتم فيهااختيار هذا الاسم، علمًا أن اسمه البابوي كان اسمًا لبابا مزيف في القرن الخامس عشر خلال مرحلة الانشقاق الغربي، أما آخر بابا دعي يوحنا فهو يوحنا الثاني والعشرون بين 1316 و1334 وقبله يوحنا الحادي والعشرون بين 1276 و1277، علمًا أنه لم يكن هناك بابا حمل الاسم يوحنا العشرون بسبب خطأ ناجم لقراءة السجل البابوي في العصور الوسطى. وقال البابا، أنه اختار اسم يوحنا، لأنه اسم والده أولاً، ولأنه على اسم يوحنا المعمدان شيد عدد وافر من الكاتدرائيات بما فيها كاتدرائية أسقف روما ذاتها.
يعتبر البابا آخر من ارتدى التييرا، إذ قام خليفته بولس السادس بإلغائها، وقد اختار عند حفل تتويجه التقليدي، تييرا بلاتينية تعود لعام 1877.

### الزيارات حول روما
في 25 ديسمبر 1958 كان يوحنا الثالث والعشرون أول بابا منذ 1870 يغادر الفاتيكان في زيارة لأبرشيته في روما، عندما زار الأطفال المصابين بالشلل في مستشفى بامبينو جيسو ثم زار مستشفى سانتو سبيريتو. كما زار في اليوم التالي، سجن روما، حيث قال للسجناء: «أنتم لا يمكنكم أن تأتوا إليّ، لذلك جئت إليكم». خلقت هذه المبادرة نقاشًا طويلاً حول العالم، بما فيها من مخالفة للتقاليد البابوية، وأشار إلى ذلك في مذكراته. تكررت زيارته المختلفة لمناطق من روما في وقت متأخر من الليل، وهو ما أكسبه لقب «جوني ووكر».

### دعوة المجمع الفاتيكاني الثاني
المقالة الرئيسة: المجمع الفاتيكاني الثاني
بعد تسعين عامًا من انعقاد آخر مجمع وهو المجمع الفاتيكاني الأول وقبله مجمع ترنت في القرن السادس عشر، دعا البابا يوحنا الثالث والعشرون في عام 1959 لعقد المجمع الفاتيكاني الثاني، وهو مجمع مسكوني جديد للكنيسة الكاثوليكية، على أن يستمر التحضير له ثلاث سنوات. ويقال أن خليفته بولس السادس وكان يومذاك رئيس أساقفة ميلانو قد صرّح: «لا يدرك البابا عش الدبابير الذي أثاره». بكل الأحوال، فقد استمرت المسيرة المجمعية، وكان لها الكثير من التغييرات والإصلاحات في بنية الكنيسة حتى أنها «أعادت تشكيل وجه الكاثوليكية»، من خلال مراجعة الطقوس ومنح دور أكبر للعلمانيين والحوار مع العالم وغيرها من القضايا المرتبطة. وبحسب أقواله فإن فكرة عقد المجمع راودته بما يشبه الإلهام المفاجيء، وكانت الفكرة من هذه الدعوة إصلاح الكنيسة الكاثوليكية بما يتوافق مع متطلبات العصر الحديث.
استقبل مشرعو الكنيسة نبأ الدعوة للمجمع ببرودة فقد كانوا مقتنعين من جهتهم بأن الكنيسة عاشت في حالة ازدهار في عهد بيوس الثاني عشر لذلك فلم يجدوا أي فائدة في التغييرات التي أراد إحداثها البابا الجديد. بعض كرادلة الفاتيكان حاولوا فعل كل ما كان باستطاعتهم لإعاقة انعقاد المجمع، ولكن البابا مضى قدماً بخطته وعاش كفاية ليرى افتتاح أعماله في خريف عام 1962. وبناء على رغبة يوحنا الثالث والعشرون تعهد آباء المجمع بالحفاظ على الإيجابية فلم تصدر عنهم أي أدانة أو حرمان لأي أحد، وتجنبوا الخوض في مسائل العدائية السياسية، واعترفوا قبل كل شيء بحقيقة عدم كون الكنيسة سيدة للبشرية بل خادمة لها. اعتبر البابا المجمع الفاتيكاني الثاني مجمعاً رعوياً، بحيث لم تصدر عنه أي عقائد كاثوليكية جديدة ولكنه رغم ذلك أعاد دراسة وتمحيص عقائد وتشريعات قديمة. وصف يوحنا الثالث والعشرون المجمع بأنه «يوم عنصرة جديد» وتدفق جديد للروح القدس.

### التعليم اللاهوتي والاجتماعي
أصدر البابا ثمانية رسائل عامة خلال حبرية قصيرة نسبيًا، اثنان منهما اعتبرا شديدي الأهمية في تاريخ الكنيسة الكاثوليكية المعاصر، هما السلام في الأرض وأم ومعلمة. حاول البابا خلال رسائله العامة، تقريب الكنيسة الكاثوليكية من العالم الحديث، وتكييفها مع متطلبات الزمن المعاصر.
كما نشط في تحفيز الإصلاحات الاجتماعية للطبقة العاملة والفقراء والأيتام والمنبوذين، وحث على التعاون مع الديانات والمذاهب الأخرى، من بينهم عدد من القادة البروتساتنت ورئيس الكنيسة الأرثوذكسية اليونانية ورئيس أساقفة كانتربري الأنجليكانية والكاهن الأعلى للشينتو وهي ديانة اليابان الرسميّة. وفي عام 1959 حرّم على الكاثوليك التصويت للأحزاب التي تدعم الشيوعية، بيد أن منشوره البابوي «أم ومعلمة» الذي صدر عام 1961 ركز على الإصلاح الاجتماعي ومساعدة البلدان النامية ومستوى معيشة الطبقة العاملة ودعم المعايير الاجتماعية التي وضعها علماء الاجتماع والواعدة بمصلحة حقيقية للمجتمع.[بحاجة لمصدر]
ضاعف يوحنا الثالث والعشرون عدد الكاردينالات ونوّع من مشاربهم، سيّما من العالم الجديد، استعدادًا للمجمع الفاتيكاني الثاني الذي كان أكبر مجمع يعقد في تاريخ الكنيسة الكاثوليكية على الإطلاق.

## الأيام الأخيرة والموت

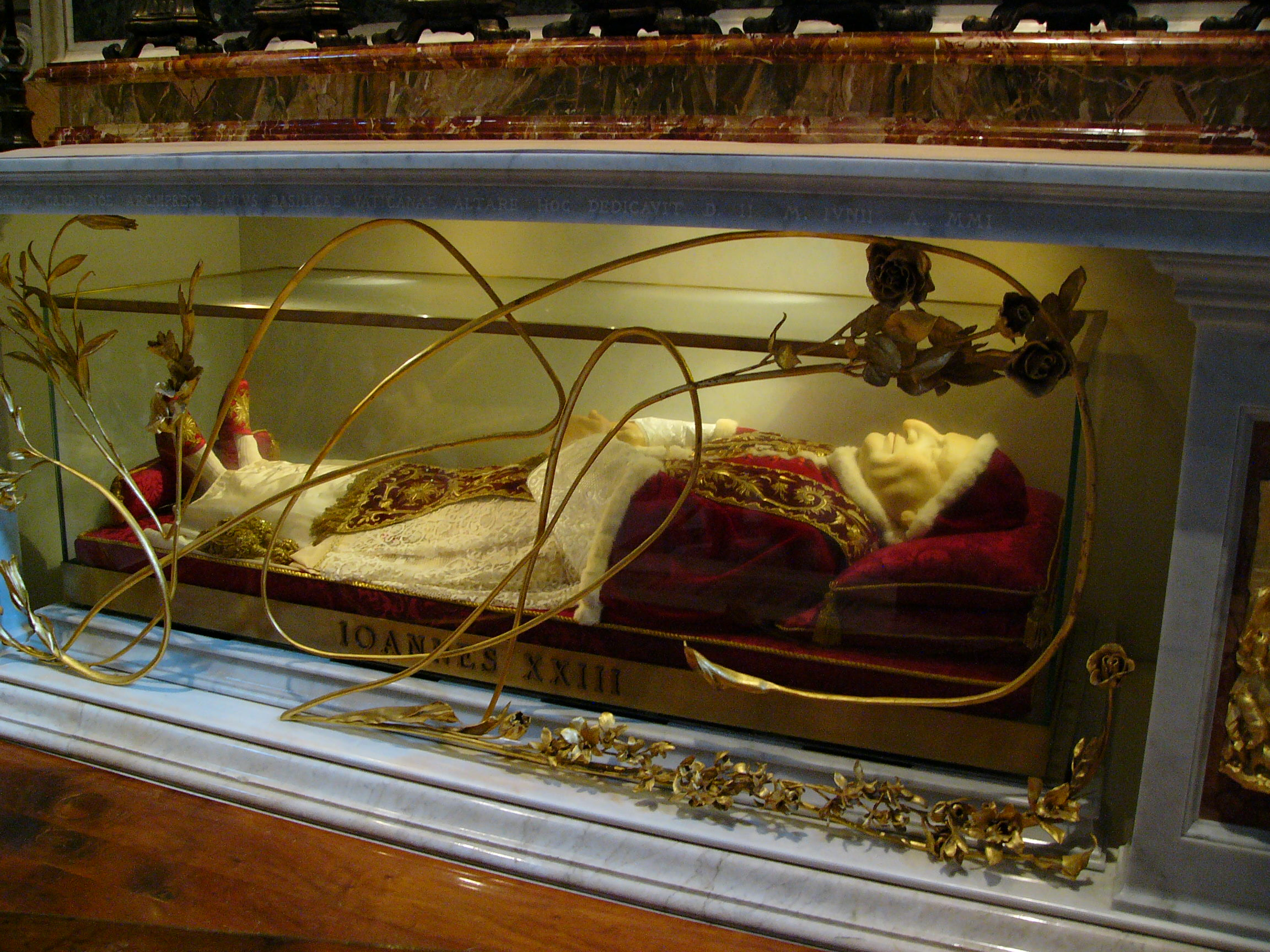
تابوت البابا على شكل جثمانه، في كاتدرائية القديس بطرس.

يوم 23 سبتمبر 1962 كان أول تشخيص للبابا المصاب بسرطان المعدة. استمر المرض، الذي خفي على الإعلام، ثمانية أشهر وعمد إلى إحداث نزيف في المعدة بعض الأحيان وقلل من ظهور البابا الإعلامي، بالإضافة إلى شحوب وجهه. كان أول تصريح غير مباشر نحو المرض في أبريل 1963 عندما قال لزواره حول السرطان: «هذا يحدث لجميع الرجال والنساء وربما يحدث قريبًا للبابا الذي يتحدث إليكم اليوم».
في 11 مايو 1963 منحه الرئيس الإيطالي أنطونيو سينيي جائزة بالزان لمشاركته في صنع السلام العالمي. وفي 25 مايو عانى البابا من نزيف حاد في الدم، وتم إجراء عملية نقل دم له، لكن السرطان كان قد ثقب معدته وانهارت المقاومة الطبيعية للمرض، وأعلن الفاتيكان رسميًا أن البابا في طور الاحتضار. بحسب شهادة من عاينوا تلك المرحلة، فإن البابا كانت كلماته الأخيرة: «لقد كانت نعمة كبيرة أني ولدت في عائلة مسيحية، متواضعة وفقيرة ولكنها تخاف الله. وقتي على الأرض يقترب من نهايته، ولكن المسيح يحيا ويستمر في عمله في الكنيسة».
توفي البابا في 19:49 بالتوقيت المحلي نتيجة التهاب الصفاق وسرطان المعدة في 3 يونيو وله من العمر 81 عامًا، ودفن يوم 6 يونيو بعد حبرية أربع سنوات وسبعة أشهر. يوم 3 ديسمبر 1963 منحه الرئيس الإمريكي ليندون جونسون وسام الحرية الرئاسي.
يوم 7 سبتمبر 2000، قام راؤول والنبرغ المسؤول عن «المؤسسة الدولية لشكر وتقدير الأعمال الإنسانية» بتوجيه شكر وتقدير للبابا، على الأعمال التي قام بها لإنقاذ ضحايا الهولوكست على يد النظام النازي خلال الحرب العالمية الثانية. كما أنه نال جائزة نوبل للسلام وقيمتها مليون فرنك سويسري قال: «إن هذا المبلغ هو مخصص لإنشاء مكان يضم ضحايا الثورات والحروب».

## الإرث والتطويب

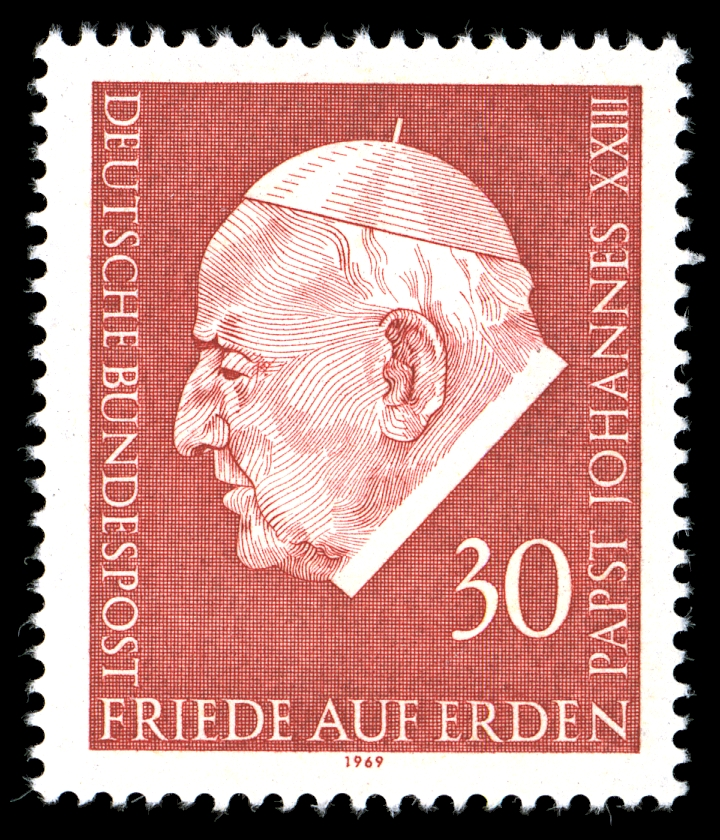
طابع ألماني، تذكارًا للبابا يوحنا الثالث والعشرين.

عرف الباب باسم «يوحنا الجيد» و«البابا الأحب في التاريخ» لدى كثير من الناس، في 3 سبتمبر 2000 أعلنه يوحنا بولس الثاني طوباويًا في الكنيسة الكاثوليكية وهي المرحلة التي تسبق إعلان القداسة؛ وكان أول حبر أعظم ينال اللقب منذ بيوس العاشر. ولهذه المناسبة، تم نقله جثمانه من كهوف الفاتيكان إلى كاتدرائية القديس بطرس حيث عرضت على مذبح القديس جيروم في الكاتدرائية أمام الكاثوليك وزائري الكاتدرائية وكانت الجثة ولا تزال بحالة جيدة.
بعد وفاة البابا يوحنا بولس الثاني عام 2005 دفن في المكان الذي كان به جثمان يوحنا الثالث والعشرون سلفًا حتى عام 2011 حين نقل بدوره إلى الكاتدرائية بعد إعلانه طوباويًا. الموعد المحدد للاحتفال بذكرى البابا يوحنا الثالث والعشرون، ليس 3 يونيو ذكرى وفاته كما هو معتاد، بل 11 أكتوبر ذكرى افتتاحه المجمع الفاتيكاني الثاني، وتقديرًا لجهوده يتم الاحتفال بذكراه في الكنيسة الأنجليكانية أيضًا.
خلال مراهقته المبكرة، كتب البابا مجموعة تأملات روحية نشرت فيما بعد في إحدى المجلات المحليّة، وأعيد طباعتها بعد وفاته مع جميع المذكرات والتأملات خلال مختلف مراحل حياته في كتاب بعنوان «النمو في القداسة» استمرّ يؤرخ يوميات البابا الروحية حتى بعد انتخابه، ولا يزال يقرأ على مجال واسع.
من مراهقته المبكرة، أصر على اليوميات من التأملات الروحية التي نشرت فيما بعد مجلة روح. جمع كتابات المخططات رونكالي جهود كشاب إلى «النمو في القداسة»، ويستمر بعد انتخابه للبابوية، بل لا يزال يقرأ على نطاق واسع.

## مواقع خارجية
- يوحنا الثالث والعشرون على موقع الموسوعة البريطانية (الإنجليزية)
- يوحنا الثالث والعشرون على موقع مونزينجر (الألمانية)
- يوحنا الثالث والعشرون على موقع ميوزك برينز (الإنجليزية)
- يوحنا الثالث والعشرون على موقع إن إن دي بي (الإنجليزية)
- يوحنا الثالث والعشرون على موقع ديسكوغز (الإنجليزية)
- يوحنا الثالث والعشرون على موقع ديسكوغز (الإنجليزية)
- يوحنا الثالث والعشرون - الموسوعة البريطانية. (بالإنجليزية)
- كتاب حول علاقة البابا يوحنا الثالث والعشرون مع تركيا - وكالة زينت.
- رسائل عامّة للبابا - من موقع سلطانة الحبل بلا دنس:
  - السلام في الأرض.
  - أمّ ومعلمة.

| سبقه بيوس الثاني عشر | باباوات الكنيسة الكاثوليكية 1958 - 1963 | تبعه بولس السادس |